# Quentin Lafargue
Quentin Lafargue (Mazères-de-Neste, 17 november 1990) is een Frans baanwielrenner. Lafarge is goed in de sprintonderdelen, de sprint, teamsprint, keirin en 1km tijdrit. Hij won diverse Franse- en Europese titels.

## Belangrijkste uitslagen

### Elite
| Jaar | FK                      | EK                | WK               | Overige                                            |
| ---- | ----------------------- | ----------------- | ---------------- | -------------------------------------------------- |
| 2009 | 1km                     |                   |                  | WB Kopenhagen: 1 km                                |
| 2010 | 1km                     |                   |                  |                                                    |
| 2011 | 1km, · keirin, · sprint |                   |                  |                                                    |
| 2012 | keirin, · 1km           |                   |                  | WB Cali: 1km · WB Glasgow: teamsprint              |
| 2013 | keirin, · sprint · 1km  |                   |                  |                                                    |
| 2014 | sprint, · 1km           | 1km               |                  |                                                    |
| 2015 |                         |                   | sprint           | WB Cali: teamsprint                                |
| 2016 | sprint, · 1km, · keirin | 1km               | 1km              | WB Glasgow: teamsprint, · WB Apeldoorn: teamsprint |
| 2017 | 1km                     | teamsprint, · 1km | 1km · teamsprint | WB Pruszków: teamsprint                            |
| 2018 | 1km, · keirin, · sprint | teamsprint        | teamsprint       | WB Berlijn: 1km                                    |
| 2019 |                         | 1km, · teamsprint | teamsprint       | WB Cambridge: keirin, teamsprint                   |
| 2020 |                         |                   | 1km              | WB Milton: teamsprint                              |

### jeugd
2007
- Europese kampioenschappen, junioren, teamsprint
- Wereldkampioenschappen, junioren, teamsprint

2008
- Europese kampioenschappen, junioren, teamsprint
- Europese kampioenschappen, junioren, 1km
- Europese kampioenschappen, junioren, sprint
- Wereldkampioenschappen, junioren, teamsprint
- Wereldkampioenschappen, junioren, 1km
- Wereldkampioenschappen, junioren, sprint

2010
- Europese kampioenschappen, onder 23, 1km
- Europese kampioenschappen, onder 23, keirin

2011
- Europese kampioenschappen, onder 23, 1km

2012
- Europese kampioenschappen, onder 23, 1km